# Maurizio Costanzo
Maurizio Costanzo (Roma, 28 de agosto de 1938 – Roma, 24 de fevereiro de 2023) foi um apresentador de televisão e professor italiano.

## Filme

### Roteirista
- 1968 - A qualsiasi prezzo de Emilio P. Miraglia
- 1969 - I quattro del pater noster de Ruggero Deodato
- 1969 - Il giovane normale de Dino Risi
- 1970 - Cerca di capirmi de Mariano Laurenti
- 1976 - Al piacere di rivederla de Marco Leto
- 1976 - Bordella de Pupi Avati
- 1976 - La casa dalle finestre che ridono de Pupi Avati
- 1977 - L'altra metà del cielo de Franco Rossi
- 1977 - Una giornata particolare de Ettore Scola
- 1977 - Tutti defunti... tranne i morti de Pupi Avati
- 1978 - Melodrammore de sua autoria
- 1978 - Jazz band - Film TV de Pupi Avati
- 1979 - Cinema!!! - Film TV de Pupi Avati
- 1983 - Zeder de Pupi Avati
- 2003 - Per sempre de Alessandro Di Robilant
- 2005 - Troppo belli de Ugo Fabrizio Giordani
- 2007 - Voce del verbo amore de Andrea Manni

## Carreira acadêmica
Desde 2011 ele é professor da Università degli Studi Niccolò Cusano (Universidade de Roma).